# 어라우저: 각성자들
"어라우저: 각성자들"은 2017년에 개봉한 대한민국의 영화이다.

## 캐스팅
- 송광일 : 조민상 역
- 이바울 : 이규현 역
- 박세미 : 박미현 역
- 유성훈 : 권철현 역
- 김대건 : 장우진 역
- 이원상 : 김대우 역
- 최정순 : 엄마 역
- 정형진 : 슈퍼아저씨 역
- 전인회 : 기타남 역
- 이대연 : 힙합남 역
- 황재욱 : 철현친구 1 역
- 박진용 : 철현친구 2 역
- 김태석 : 양아치 1 역
- 김준호 : 양아치 2 역
- 강인규 : 양아치 3 역
- 이영호 : 음식점사장 역
- 이지혜 : 아나운서 역
- 박수용 : 민상친구 1 역
- 조훈희 : 민상친구 2 역